# 이르지 루스노크
이르지 루스노크(체코어: Jiří Rusnok, 1960년 10월 16일~)는 체코의 정치인, 경제학자이다. 2013년부터 2014년까지 제10대 체코의 총리를 역임하였으며, 1998년부터 2010년까지는 체코 사회민주당 소속이었지만 현재는 무소속이다.

## 생애
프라하 경제대학교 출신이다. 2001년 4월 13일부터 2002년 7월 15일까지 체코 재무부 장관을 역임했으며 2002년 7월 15일부터 2003년 3월 19일까지 체코 산업·통상부 장관을 역임했다.
2013년 7월 10일부터 2014년 1월 29일까지 체코의 총리를 역임했다. 2016년 1월 1일에는 체코 국립은행 총재로 임명되었다.